# Artas (Stati Uniti d'America)
Artas è una città della contea di Campbell, Dakota del Sud, Stati Uniti. La popolazione era di 9 abitanti al censimento del 2010.

## Geografia fisica
Secondo lo United States Census Bureau, ha un'area totale di 0,10 mi² (0,26 km²).

## Storia
Artas fu pianificata nel 1901 quando la ferrovia fu estesa a tale punto. Artas è un termine derivato dal greco, che significa "pane", la città si trova nella "cintura del grano". Nel 1901 fu istituito un ufficio postale ad Artas.

## Società

### Evoluzione demografica
Secondo il censimento del 2010, la popolazione era di 9 abitanti.

### Etnie e minoranze straniere
Secondo il censimento del 2010, la composizione etnica della città era formata dal 100,0% di bianchi, lo 0,0% di afroamericani, lo 0,0% di nativi americani, lo 0,0% di asiatici, lo 0,0% di oceanici, lo 0,0% di altre razze, e lo 0,0% di due o più etnie. Ispanici o latinos di qualunque razza erano lo 0,0% della popolazione.